# Donna Haraway
Donna J. Haraway (Denver, Colorado, 6 de septiembre de 1944) es una filósofa estadounidense, destacada en el campo de los estudios de ciencia y tecnología. Autora de libros claves como «Cyborg Manifesto» (1985), «Primate Visions: Gender, Race, and Nature in the World of Modern Science» (1989), «Simians, Cyborgs, and Women: The Reinvention of Nature» (1991) y "When Species Meet" (2008), Haraway también ha contribuido a la intersección de la tecnología de la información y la teoría feminista, y es una destacada académica en ecofeminismo contemporáneo. 
Profesora emérita de la Universidad de California, fue también docente de estudios de la mujer e historia de la ciencia en la Universidad de Hawái (1971-1974) y en la Universidad Johns Hopkins (1974-1980). En 1980, comenzó a trabajar como profesora en la Universidad de California, convirtiéndose en la primera profesora titular de teoría feminista en los Estados Unidos.  
Los trabajos de Haraway han contribuido al estudio de las relaciones humano-máquina y humano-animal. Su obra critica el antropocentrismo, enfatiza los poderes de autoorganización de los procesos no humanos y explora las relaciones disonantes entre esos procesos y las prácticas culturales, repensando las fuentes de la ética y ha generado debates en primatología, filosofía y biología del desarrollo. Ha recibido numerosos premios y galardones en todo el mundo por su visión original y contemporánea de la realidad.  

## Estudios y cátedras
Haraway se graduó en Zoología y Filosofía en el año 1966 en el «Colorado College» obteniendo la beca de la fundación Boettcher. Vivió en París un año estudiando filosofía de la evolución con una beca Fulbright antes de completar su doctorado en el Departamento de Biología de Yale en 1972. Escribió su tesis sobre las funciones de la metáfora en la configuración de la investigación en biología del desarrollo en el siglo XX.
Haraway ha enseñado estudios de la mujer y «Ciencia General» en la universidad de Hawai y en la universidad Johns Hopkins. Pero la mayor contribución de Haraway vendrá durante sus años de docente de posgrado en el reconocido Departamento de Historia de la Conciencia en la University of California - Santa Cruz integrando el personal junto a Hayden White, Teresa de Lauretis, Angela Davis y James Clifford.
En septiembre de 2000, Haraway fue premiada con altos honores por la «Society for Social Studies of Science», con el premio J.D. Bernal, por una vida de contribuciones en el campo. Haraway es la principal pensadora acerca de la relación amor/odio entre personas y máquinas. Sus ideas han detonado una explosión de debates en áreas tan diversas como en primatología, filosofía y biología del desarrollo (Kunzru, 1). Actualmente ha encontrado un lugar destacado en los debates configurados en torno al antropoceno donde argumenta a favor de una "política multiespecies".

## Libros de Haraway

### Visiones de Primate
Al leer los libros de Haraway, se hace claro que sus escritos se basan predominantemente en su conocimiento de la historia de la ciencia y la biología (Carubia, 4). En su libro, Visiones de Primate: Género, Raza, y Naturaleza en el Mundo de la Ciencia Moderna, Haraway explica las metáforas y narrativas que dirigen la ciencia de la primatología. Demuestra que hay una tendencia a masculinizar las historias acerca de la "competencia reproductiva y el sexo entre machos agresivos y hembras receptivas que facilitan algunos y excluyen otros tipos de conclusiones" (Carubia, 4). Alega que las primatólogas se enfocan en observaciones diferentes que requieren más actividades de comunicación y supervivencia básica, ofreciendo perspectivas de los orígenes de la naturaleza y la cultura muy diferentes de las actualmente aceptadas. Recurriendo a estos ejemplos de narrativas e ideologías de género, raza y clase social occidentales, Haraway cuestiona las construcciones más fundamentales de las historias de la naturaleza humana basadas en los primates. En Visiones de Primate, escribe:
Mi esperanza ha sido que el enfoque siempre oblicuo y a veces perverso facilitara revisiones de narrativas occidentales fundamentales y persistentes acerca de la diferencia, especialmente la diferencia sexual y racial; acerca de la reproducción, especialmente en términos de las multiplicidades de generadores y crías; y acerca de la supervivencia, especialmente acerca de la supervivencia imaginada en las condiciones límite tanto de los orígenes como del fin de la historia, tal y como se cuenta en las tradiciones occidentales de ese complejo género (p.377).
La mira de Haraway es que la ciencia “revele los límites e imposibilidades de su 'objetividad' y que considere algunas revisiones recientes ofrecidas por primatólogas feministas” (Russon, 10). Una experta en su campo, Haraway propuso una perspectiva alternativa de las ideologías aceptadas que continúan moldeando la manera en que se crean historias científicas sobre la naturaleza humana. Lo más importante es que Haraway ofrece analogías inventivas que revelan nuevos horizontes y posibilidades para la investigación (Elkins).

### Un manifiesto cíborg
Haraway ha sido descrita como una «feminista, más laxamente una neomarxista y una postmodernista» (Young, 172). Jugando con las palabras del famoso Manifiesto Comunista de Marx, Haraway publicó el ensayo «Un manifiesto cíborg: ciencia, tecnología, y feminismo socialista a finales del siglo XX» en la revista Socialist Review en 1985. Aunque la mayoría del trabajo anterior de Haraway se enfoca en el énfasis de la inclinación masculina en la cultura científica, ella también ha contribuido enormemente a las narrativas feministas del siglo XX.
Haraway toma de su bagaje científico y se convierte en la observadora y testigo de una tendencia en la sociedad actual y no puede silenciar lo que ve. En Un manifiesto cíborg, Haraway usa la metáfora del cíborg para ofrecer una estrategia política realista para los intereses del socialismo y el feminismo, a los que juzga de idealistas. Primeramente, introduce y define el cíborg en cuatro partes. Un cíborg es:
- Organismo cibernético
- Híbrido de máquina y organismo
- Criatura de realidad social vivida
- Criatura de ficción

En este ensayo, Haraway también trata un par de formas de feminismo populares durante la década de 1980. Como feminista postmoderna, argumenta en contra del esencialismo, que es «cualquier teoría que declare identificar una causa o constitución de identidad de género o patriarcado universal, transhistórica y necesaria» (Epistemología feminista, 2006). Tales teorías, argumenta Haraway, excluyen a las mujeres que no se conforman a la teoría y las segregan de las «mujeres reales» o las representan como inferiores. Otra forma de feminismo que Haraway disputa es «un modelo jurisprudencial de feminismo popularizado por la estudiosa legal y marxista Catharine MacKinnon» (Burow-Flak, 2000) que luchó para hacer ilegal la pornografía en la década de 1980, a la cual ella consideró una forma de discurso del odio. Haraway argumenta que el feminismo radical de MacKinnon asimila todas las experiencias de las mujeres en una identidad particular que incorpora las ideologías occidentales que contribuyen a la opresión de las mujeres. Escribe: «Es factual y políticamente erróneo asimilar todos los “momentos” o “conversaciones” diversos en la política femenina reciente nombrada como feminismo radical a la versión de MacKinnon» (158).
De acuerdo con Haraway en su Manifiesto, «No hay nada acerca de ser hembra que una naturalmente a las mujeres. Ni siquiera existe tal estado como el de “ser” hembra, que de por sí es una categoría altamente compleja construida en discursos científicos sexuales debatidos y otras prácticas sociales» (155). Un cíborg, por otro lado, no requiere una identidad estable y esencialista, argumenta Haraway, y las mujeres deberían considerar crear coaliciones basadas en «afinidad» en vez de identidad. Para dar base a su argumento, Haraway analiza la frase «mujeres de color», sugiriéndola como una categoría posible de política de afinidades (Senft, 2001). Usando un término acuñado por la teórica Chela Sandoval, Haraway escribe que «la “consciencia oposicional” es comparable con la política de cíborg, ya que en vez de la identidad enfatiza cómo la afinidad resulta de la otredad, diferencia y especificidad» (156).
La idea es modificar el propio pensamiento de individuos aislados al pensamiento de la gente como vértices en una red. En este sentido, se puede desarrollar un nexo que no tiene nada que ver con ideales occidentales patriarcales. El «mundo cíborg» ideal de Haraway consiste en gente viviendo junta, sin miedo de su nexo comunal con los animales y las máquinas. «La lucha política es ver desde ambas perspectivas al mismo tiempo, ya que cada una revela tanto dominaciones como posibilidades inimaginables desde el otro punto de vista. La visión sencilla produce peores ilusiones que la visión doble o los monstruos de muchas cabezas» (155).

### “Prefiero ser una Ciborg a ser una Diosa”
En los 90 se inició la era ciborg y Haraway es una fiel colaboradora de la cibercultura actual[cita requerida]. Aunque en sus textos Haraway utiliza la tecnología a través de la metáfora del ciborg, a la vez es crítica con las consecuencias de lo tecnológico. La idea de que las máquinas pueden contribuir a la liberación es algo que las feministas y mujeres deberían considerar. Haraway escribe: “Hasta ahora (había una vez), la personificación femenina parecía ser algo dado, orgánico, necesario; y la expresión de lo femenino parecía significar el disponer de habilidades maternales o en sentido estricto o metafórico. Solo estando fuera de lugar lograremos un placer intenso con las máquinas y, entonces, con la excusa de que al fin y al cabo se trata de una actividad orgánica después de todo, podremos apropiárnoslas para las mujeres(180).
La siguiente tabla está tomada de Simios, ciborg y mujeres e ilustra el cambio que estamos viviendo desde una sociedad orgánica e industrial (columna de la izquierda) hasta un sistema de información polimorfo (columna de la derecha) creado por la política de ciencia y tecnología. Haraway escribe: «Simultáneamente materiales e ideológicas, las dicotomías pueden ser expresadas en la siguiente lista de transiciones desde unas dominaciones jerárquicas confortablemente viejas hasta las aterradoras nuevas redes que he llamado las informáticas de la dominación». (275):
| Representación                          | Simulación                                         |
| Novela burguesa, realismo               | Ciencia ficción, postmodernismo                    |
| Organismo                               | Componente biótico                                 |
| Profundidad, integridad                 | Superficie, límite                                 |
| Calor                                   | Ruido                                              |
| Biología como práctica clínica          | Biología como inscripción                          |
| Fisiología                              | Ingeniería de comunicaciones                       |
| Pequeño grupo                           | Subsistema                                         |
| Perfección                              | Optimización                                       |
| Eugenesia                               | Control poblacional                                |
| Decadencia, La Montaña Mágica           | Obsolescencia, El Shock del Futuro                 |
| Higiene                                 | Manejo del estrés                                  |
| Microbiología, tuberculosis             | Immunología, SIDA                                  |
| División orgánica de labores            | Ergonomía/cibernética de labores                   |
| Especialización funcional               | Construcción modular                               |
| Reproducción                            | Replicación                                        |
| Especialización del rol sexual orgánico | Estrategias genéticas óptimas                      |
| Determinismo biológico                  | Inercia evolutiva, constricciones                  |
| Ecología de comunidades                 | Ecosistema                                         |
| Cadena racial del ser                   | Neo-imperialismo, humanismo de las Naciones Unidas |
| Manejo científico en la casa/fábrica    | Fábrica global / taller electrónico                |
| Hogar/ mercado/ fábrica                 | Mujeres en el Circuito Integrado                   |
| Presupuesto familiar                    | Valor comparable                                   |
| Público / Privado                       | Ciudadanía ciborg                                  |
| Naturaleza / Cultura                    | Campos de diferencia                               |
| Cooperación                             | Mejoramiento de comunicaciones                     |
| Freud                                   | Lacan                                              |
| Sexo                                    | Ingeniería genética                                |
| Labor                                   | Robótica                                           |
| Mente                                   | Inteligencia Artificial                            |
| Segunda Guerra Mundial                  | Guerra de las Galaxias (Star Wars)                 |
| Patriarcado Blanco Capitalista          | Informática de la Dominación                       |

### Las historias de Camille: los niños del compost
Las historias de Camille: los niños del compost es una ficción especulativa escrita por Haraway y contenida en Seguir con el problema: Generar parentesco en el Chthuluceno, publicado por Duke en 2016. Donna ficciona acerca de la vida en cinco generaciones de personas nacidas en las comunidades del compost. y que abarca del 2025 (momento del nacimiento de Camille 1) hasta 2425 (momento del deceso de Camille 5). 
El movimiento compostista que propone es la reacción a la Gran Negación (entendida como el periodo en el que es extendido el negacionismo a la agencia humana en la crisis medioambiental) y son comunidades articuladas para proponer nuevas relaciones con otros entes vivientes, el paisaje y otras relaciones de parentesco e interacción social. En ellas las paternidades-maternidades no son fijas e inamovibles, sino que las figuras con esa función social van cambiando a lo largo de la vida. Camile (y lxs Camilles subsecuentes) serán simbiontes, personas con alteraciones genéticas artificiales que les permitirán generar vínculos más evidentes con otra especie de ser vivo. En su caso, Camille es simbionte de la mariposa monarca y ello derivará en una responsabilidad social y afectiva que le llevará a diálogos interculturales y transnacionales por proteger a la mariposa (con énfasis en los pueblos mazahuas en México). En el transcurso de los cinco siglos de relato, la población humana decrece paulatinamente a conciencia de su implicación ecológica y habrá extinciones masivas de especies animales y vegetales. La mariposa monarca será una de esas especies extintas y en el tiempo de vida de Camille 5, se convertirá en palabrero de la muerte (una figura que existe para preservar la memoria y la esperanza en la acción colectiva a través del duelo).